# Celle (Dragon Ball)
 For alternative betydninger, se Celle. (Se også artikler, som begynder med Celle)
Celle er en fiktiv skurk i Akira Toriyamas Dragon Ball. Han er grøn og har tre forskellige former. Celle består af cellematerialer fra Son Gokū, Vejita, Freezer og andre stærke krigere.
Han er skabt af Dr. Geros computer, som ligger under hans laboratorium, og cellematerialerne har han samlet med en opfindelse, som hedder "insekt robotter".Celle kan,i sin første form,arbsobere energi fra sine modstandre  
| Anime- eller mangafigur | Spire Denne artikel om en anime- og/eller mangafigur er en spire som bør udbygges. Du er velkommen til at hjælpe Wikipedia ved at udvide den. |